# Tadeusz Witold Pieczyński
Tadeusz Witold Pieczyński (ur. 18 kwietnia 1948, zm. 13 czerwca 2021) – polski działacz związkowy i samorządowiec, prezydent Ostrołęki (1990–1992).

## Życiorys
Był zatrudniony w Zespole Elektrowni „Ostrołęka”, gdzie w latach 80. kierował Komisją Zakładową NSZZ „Solidarność”. W 1990 wybrany pierwszym niekomunistycznym prezydentem Ostrołęki, jednak po dwóch latach został odwołany ze stanowiska. Był też wiceprzewodniczącym rady nadzorczej Zespołu Elektrowni Ostrołęka S.A.
Pochowany na cmentarzu parafialnym przy ulicy Kujawskiej.